# Hypericum aegypticum subsp. webbii
Hypericum aegypticum subsp. webbii ist eine Unterart der Pflanzenart Hypericum aegypticum aus der Gattung der Johanniskräuter (Hypericum).

## Merkmale
Hypericum aegypticum subsp. webbii ist ein Halbstrauch, der Wuchshöhen von 20 bis 40 Zentimeter erreicht. Die Blätter messen 4 bis 10 × 1,5 bis 3 Millimeter und sind breit elliptisch bis schmal länglich, spitz bis stumpf, sitzend oder kurz gestielt, flach oder fast kapuzenförmig und oft dachziegelartig gedrängt. Die Blüten sind einzeln und (beinahe) sitzend. Die Krone ist bleibend und 8 bis 14 Millimeter groß.
Die Blütezeit reicht von Januar bis Juni.

## Vorkommen
Hypericum aegypticum subsp. webbii kommt im zentralen Mittelmeerraum von Sardinien und Malta bis ins westliche Griechenland vor. Die Unterart wächst auf Kalkklippen und küstennaher Phrygana in Höhenlagen von 0 bis 100 Meter.